# 무연 화약

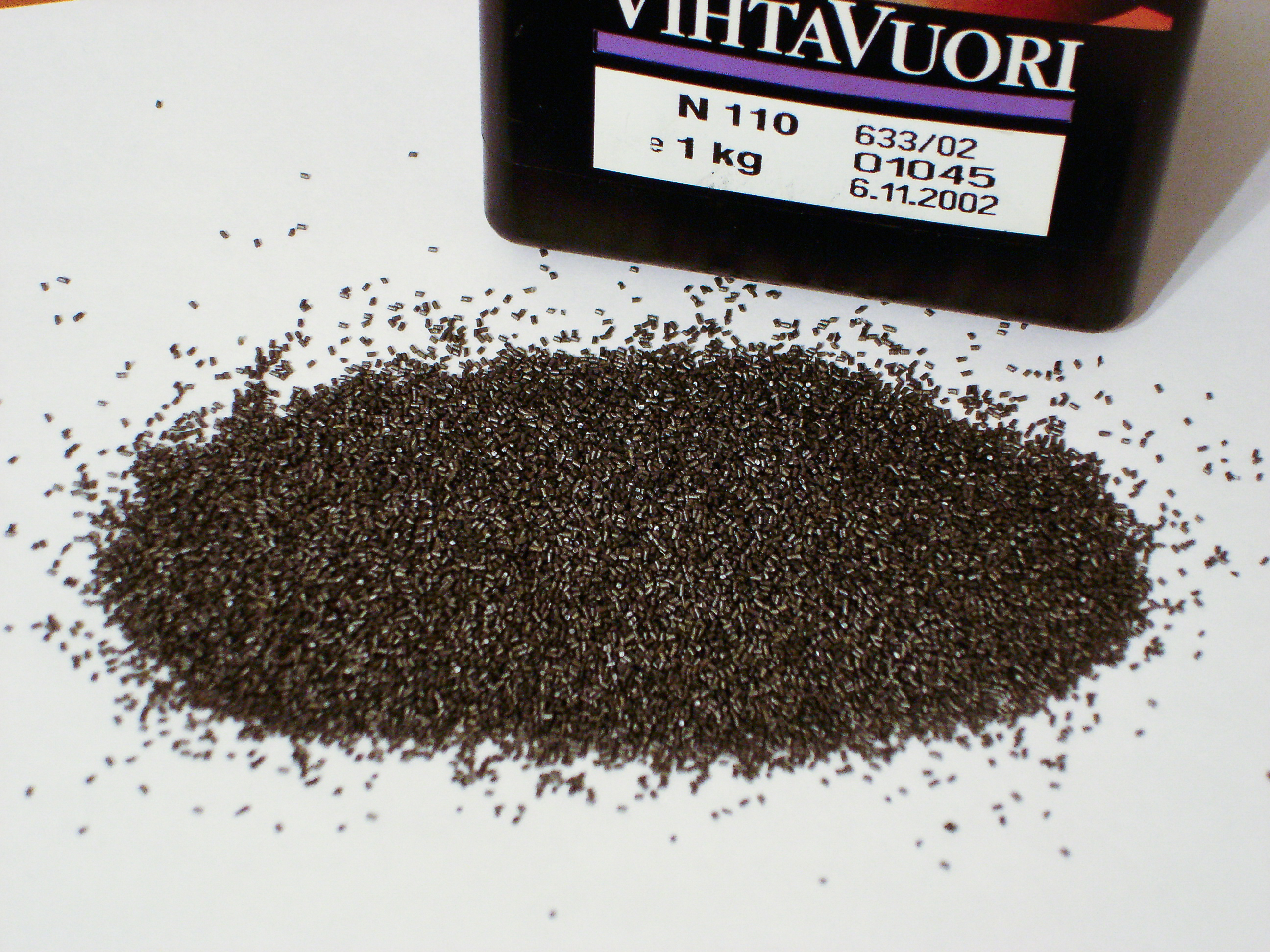
핀란드제 도화약

무연화약(無煙火藥, Smokeless powder)은 기존의 흑색 화약이 발화 시에 대량의 연기를 방출하는 (유연화약) 것에 대해 발연 방지를 위해 발명된 화약을 말한다.
나이트로글리세린, 나이트로셀룰로스, 나이트로구아니딘 세 가지가 기본 성분이다. 나이트로셀룰로스는 옛날에는 탈지면 등의 섬유를 진한 질산과 진한 황산을 혼합시켜 나이트로 화합물로 만들어 제조했다. 나이트로셀룰로스만을 원료로 이용한 것, 나이트로셀룰로스와 나이트로글리세린을 이용한 것, 3가지 물질을 모두 사용한 것 세 종류로 크게 구별할 수 있다. 각각 단일 기반 화약, 더블베이스 화약, 트리플베이스 화약으로 불리며, 주로 총기의 탄약 추진제(탄피의 추진 화약)로 사용된다.

## 역사
나폴레옹 전쟁 이전까지는 총을 발사한 후 나오는 안개 같이 발생하는 자욱한 흰 연기로 덮인 전장에서 시야를 확보하고, 명령을 전달하는데 문제가 많았다.
1846년, 나이트로셀룰로스가 크리스티안 쇤바인에 의해 발명되었지만 문제가 많아 실용화시키지 못했다.
1884년, 미국의 발명가 하이럼 맥심는 B 화약이라는 무연 화약을 발명했다. 이것은 에테르와 알코올을 혼합하고 젤라틴화시킨 면화약으로 만든 롤러를 통과시켜 얇은 시트 모양으로 만든 후, 조각 모양으로 절단하여 사용했다. 안정성이 높고, 습기에 강해 현대 소총의 탄약으로 널리 사용되게 되었다.
1887년 영국에서 알프레드 노벨은 ‘발리스타이트’(Ballistite)라고 하는 무연 화약을 개발했다. 그러나 이것은 1889년 프레드릭 아벨과 제임스 듀어가 개발한 ‘코르다이트’(Cordite)와 동일했기 때문에, 노벨의 특허 침해 제소로 긴 법정 투쟁을 겪었지만 패소했다.
1890년에 미국에서 무연 화약의 특허가 허드슨 막심에 의해 취득되었다.
2007년이 되면서 헥사 나이트로 헥사 아자이소 부르치탄, HNIW이라는 티타늄 기반의 무연 화약이 등장했다. 이것은 같은 부피에서 기존의 나이트로셀룰로스 기반의 물질보다 30% 가까이 위력이 높고, 발사 연기나 불꽃도 작아 크게 성능이 향상되었다. 이에 따라 기존보다 탄피 부분이 작은 탄약이 개발되고 있다.